# فلینتسباخ
فلینتسباخ (به آلمانی: Flintsbach) یک شهر در آلمان است که در بایرن واقع شده‌است.

## خصوصیات
فلینتسباخ ۳۱٫۳۰ کیلومترمربع مساحت دارد ۴۷۹ متر بالاتر از سطح دریا واقع شده‌است.